# Valérie Lang
Valérie Lang (* 24. März 1966 in Nancy, Frankreich; † 22. Juli 2013 in Paris) war eine französische Schauspielerin mit Charakterrollen in Film, Fernsehen und Theater. Sie galt als vielseitige Theaterdarstellerin und spielte in den 1990er und 2000er Jahren auch in mehreren Kinoproduktionen, darunter Eine Affäre in Paris, Das schöne Mädchen, Der Vater meiner Kinder und Komplizen.

## Leben und Karriere
Valérie Lang wurde 1966 als jüngste Tochter des französischen Politikers und Ministers Jack Lang geboren. Ihre Schwester ist die Schauspielerin Caroline Lang.
Valérie Lang machte von 1989 bis 1992 eine Schauspielausbildung an der CNSAD in Paris in der Klasse von Jean-Pierre Vincent. Von 1992 bis 1998 war sie festes Mitglied der Theatergruppe Nordey Almond. Von 1998 bis 2001 übernahm sie neben Stanislas Nordey die Leitung des Théâtre Gérard Philipe.
Ihre erste Kinorolle spielte Lang 1995 in James Ivorys Historiendrama Jefferson in Paris. 2003 besetzte Ivory sie in seiner Komödie Eine Affäre in Paris. 2008 und 2009 folgten Rollen in französischen Dramen, darunter Das schöne Mädchen von Christophe Honoré und Der Vater meiner Kinder von Mia Hansen-Løve, und in dem Kriminalfilm Komplizen von  Frédéric Mermoud. 
Ihren letzten Auftritt im Fernsehen hatte Lang 2011 in  Josée Dayans La mauvaise rencontre.
Valérie Lang starb am 22. Juli 2013 im Alter von 47 Jahren an den Folgen einer Krebserkrankung.

## Rollen als Schauspielerin (Auswahl)

### Kino
- 1995: Jefferson in Paris
- 2003: Eine Affäre in Paris (Le divorce)
- 2008: Soit je meurs, soit je vais mieux
- 2008: Das schöne Mädchen (La belle personne)
- 2009: Der Vater meiner Kinder (Le père de mes enfants)
- 2009: Neuilly sa mère!
- 2009: Komplizen (Complices)
- 2010: Holiday

### Fernsehen
- 1995: Kommissar Navarro (Navarro, Fernsehserie, 1 Folge)
- 2002: Les Misérables – Gefangene des Schicksals (Les misérables) (Fernsehminiserie)
- 2007: Monsieur Max
- 2011: La mauvaise rencontre

### Kurzfilm
- 1992: Cocon

### Theater
- 1993: Quatorze Pièces piégées; von Armando Llamas, Regisseur Stanislas Nordey, Studio Théâtre von CDRC in Nantes
- 1993: Calderon; von Pier Paolo Pasolini, Regisseur Stanislas Nordey
- 1994: Pylade; von Pier Paolo Pasolini, Regisseur Stanislas Nordey, Le Quartz, Théâtre Gérard Philipe
- 1994: Quatorze pièces piégées; von Armando Llamas, Regisseur Stanislas Nordey, Théâtre Gérard Philipe
- 1995: Splendid's; von Jean Genet, Regisseur Stanislas Nordey, Théâtre Nanterre-Amandiers (voix off)
- 1996: La Noce; von Stanislas Wyspianski, Regisseur Stanislas Nordey, Théâtre Nanterre-Amandiers
- 1997: J'étais dans ma maison et j'attendais que la pluie vienne; von Jean-Luc Lagarce, Regisseur Stanislas Nordey, Théâtre Ouvert
- 1998: Comédies féroces: Les Présidentes / Enfin mort, enfin plus de souffle / Excédent de poids / Insignifiant / Amorphe; von Werner Schwab, Regisseur Stanislas Nordey, Théâtre Gérard Philipe
- 1998: Tartuffe; von Molière, Regisseur Stanislas Nordey, Théâtre Gérard Philipe
- 1998: Mirad, un garçon de Bosnie; von Ad de Bont, Regisseur Stanislas Nordey, Théâtre Gérard Philipe
- 1999: Les Comédies féroces; von Werner Schwab, Regisseur Stanislas Nordey, Théâtre des Treize Vents
- 2000: Contention; von Didier-Georges Gabily précédé de La Dispute de Marivaux et autres bestioles, Regisseur Stanislas Nordey
- 2000: Pornocratie. Le Pouvoir de la courtisane, Regisseur Catherine Breillat, Théâtre Gérard Philipe
- 2001: Mirad, un garçon de Bosnie; von Ad de Bont, Festival de Liège
- 2001: Violences: Âmes et Demeures et Corps et tentations; von Didier-Georges Gabily, Regisseur Stanislas Nordey, Théâtre national de Bretagne, Théâtre national de la Colline
- 2002: L’Épreuve du feu; von Magnus Dahlström, Regisseur Stanislas Nordey, Théâtre national de Bretagne
- 2003: Orgie; von Pier Paolo Pasolini, Regisseur Laurent Sauvage
- 2003: La Puce à l'oreille; von Georges Feydeau, Regisseur Stanislas Nordey, Théâtre national de Bretagne
- 2004: La Puce à l'oreille; von Georges Feydeau, Regisseur Stanislas Nordey, Théâtre des Treize Vents, Théâtre National de Strasbourg, Théâtre national de la Colline, Théâtre du Nord
- 2004: Le Triomphe de l'amour; von Marivaux, Regisseur Stanislas Nordey, Théâtre national de Bretagne
- 2005: Le Triomphe de l'amour; von Marivaux, Regisseur Stanislas Nordey, Théâtre Nanterre-Amandiers
- 2006: Pasteur Ephraïm Magnus; von Hans Henny Jahnn, Regisseur Christine Letailleur, Théâtre de Gennevilliers
- 2006: Électre; von Hugo von Hofmannsthal, Regisseur Stanislas Nordey, Théâtre national de Bretagne
- 2007: Électre; von Hugo von Hofmannsthal, Regisseur Stanislas Nordey, Théâtre national de la Colline
- 2007: La Philosophie dans le boudoir; von Sade, Regisseur Christine Letailleur, Théâtre national de Bretagne, Comédie de Caen, Théâtre de Gennevilliers
- 2008: La Philosophie dans le boudoir du marquis; von Sade, Regisseur Christine Letailleur, Théâtre national de Strasbourg, MC2, tournée
- 2008: Nothing hurts; von Falk Richter, Regisseur Stanislas Nordey, Festival de Monaco
- 2008: Andromaque; von Euripide, Regisseur Jean-Christophe Saïs, Nuits de Fourvière, Festival d’Athènes, Festival Grec de Barcelone, Festival international de Carthage, Festival international d'Hammamet
- 2009: La Vénus à la fourrure; von Leopold von Sacher-Masoch, Regisseur Christine Letailleur, Théâtre national de la Colline
- 2009: Hiroshima mon amour; von Marguerite Duras, Regisseur Christine Letailleur, Théâtre Vidy-Lausanne
- 2011: Le Château de Wetterstein; von Frank Wedekind, Regisseur Christine Letailleur, Théâtre Vidy-Lausanne, TNB
- 2011: La nuit sera chaude; von Josiane Balasko, Regisseur Josiane Balasko, Théâtre de la Renaissance
- 2011: Traversée, lectures à l'occasion des 40 ans de Théâtre Ouvert, France Culture Festival d'Avignon
- 2011: Sodome, ma douce; von Laurent Gaudé, Regisseur Stanislas Nordey, Théâtre Ouvert
- 2012: Hiroshima mon amour; von Marguerite Duras, Regisseur Christine Letailleur, Théâtre de la Ville